# Шумата Търница
Шумата Търница (на сръбски: Шумата Трница или Šumata Trnica) е село в община Търговище, Пчински окръг, Сърбия.

## История
В края на XIX век Шумата Търница е село в Прешевска кааза на Османската империя. Според статистиката на Васил Кънчов („Македония. Етнография и статистика“) от 1900 година Шумата Търница е населявано от 35 жители българи християни. Според патриаршеския митрополит Фирмилиан в 1902 година в Шумата Търница има 13, а в махалата Лани дол - 10 сръбски патриаршистки къщи. По данни на секретаря на Българската екзархия Димитър Мишев („La Macédoine et sa Population Chrétienne“) в 1905 година в Шумата Търница (Choumata Tirnitza) има 48 българи патриаршисти гъркомани.
В 2002 година в селото живеят 50 сърби.

## Население
- 1948- 175
- 1953- 160
- 1961- 155
- 1971- 102
- 1981- 71
- 1991- 54
- 2002- 50

## Личности
Починали в Шумата Търница
- Омил Глишич (1882 – 1912), сръбски четнически войвода